# Hôtel Hérouet
 (juillet 2019).
Si vous disposez d'ouvrages ou d'articles de référence ou si vous connaissez des sites web de qualité traitant du thème abordé ici, merci de compléter l'article en donnant les références utiles à sa vérifiabilité et en les liant à la section « Notes et références ».
L’hôtel Hérouet est un hôtel particulier situé à Paris.

## Historique

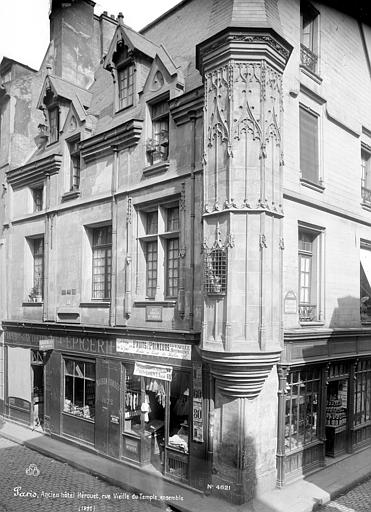
Vue d'ensemble de l'hôtel Hérouët en 1892.

L'hôtel est classé au titre des monuments historiques par arrêté du 15 juillet 1908.

## Personnalités
- Guy-Max Hiri (1928-1999), artiste peintre, y tint une galerie de tableaux.